# آری هیلم
آری هیلم (فنلاندی: Ari Hjelm؛ زادهٔ ۲۴ فوریهٔ ۱۹۶۲) بازیکن فوتبال اهل فنلاند بود.
از باشگاه‌هایی که در آن بازی کرده‌است می‌توان به باشگاه فوتبال هلسینکی، باشگاه فوتبال سن پائولی، و باشگاه فوتبال ایلوس اشاره کرد.
وی همچنین در تیم ملی فوتبال فنلاند بازی کرده‌است.